# سرتل دینگو
سرتل دینگو، روستایی از توابع بخش پاتاوه شهرستان دنا در استان کهگیلویه و بویراحمد ایران است.

## جمعیت
این روستا در دهستان سادات محمودی قرار دارد و براساس سرشماری مرکز آمار ایران در سال ۱۳۸۵، جمعیت آن ۱۳۸ نفر (۳۰خانوار) بوده‌است.
جاذبه های توریستی:
روستای سرتل دینگو بخاطر سرسبزی ، چهار فصل بودن و چشمه سار های دائم و فصلی مشهور است
از یک سمت به رودخانه زیبای بشار و از سمت دیگر به رشته کوه های زیبا منتهی میشود 
شغل مردمان روستا اغلب کشاورزی و دامپروری و عمده جوانان این روستا تحصیلات عالیه دارند.